# Vertakte kranspoliep
De vertakte kranspoliep (Nemertesia ramosa) is een hydroïdpoliep uit de familie Plumulariidae. De poliep komt uit het geslacht Nemertesia. Nemertesia ramosa werd in 1816 voor het eerst wetenschappelijk beschreven door Jean-Baptiste de Lamarck als Antennularia ramosa.

## Beschrijving
De vertakte kranspoliep is een kolonievormend hydroïdpoliep die in kleine aggregaties leeft. Individuele kolonies bestaan uit een rechtopstaande en onregelmatig vertakte stengel tot ongeveer 15 cm hoog. De hoofdstelen dragen gekronkelde (3-dimensionale) zijtakken in groepen van 6 die fijn en van gelijke lengte zijn, schuin naar boven gericht. Een individu kan verschillende andere kolonies aan de stengel hebben. De hoofdstelen dragen kransen van fijne zijtakken van gelijke lengte en naar boven wijzend, gerangschikt in groepen van 6. De hydroïdpoliep is geel/oranje van kleur en is meestal meer gepigmenteerd dan de vergelijkbare gewone kranspoliep (Nemertesia antennina). Het hecht zich aan de ondergrond met hydrorhizae die een houvast vormen.
De vertakte kranspoliep wordt gegeten door verschillende soorten naaktslakken, waaronder Doto fragilis, Doto cuspidata, Lomanotus genei en door de gedoornde zeespin (Endeis spinosa). Daarnaast groeit de hydroïdpoliep zeeborstel (Plumularia setacea) vaak op deze soort.

## Verspreiding
Het verspreidingsgebied van de vertakte kranspoliep is de Noord-Atlantische Oceaan; van IJsland tot in Noordwest-Afrika. Ook aanwezig in de Middellandse Zee; de Straat van Gibraltar, sommige delen van de Spaanse kust, Israël en Italië, alsmede in de Indische Oceaan; kusten van Zuid-Afrika en Mozambique. De kolonies zijn gehecht aan harde ondergronden zoals gesteente, keien, kiezels en schelpen. Aan kusten die zijn blootgesteld aan de Atlantische deining, wordt ze normaal gesproken gevonden onder de 30 meter, maar ze kan ondieper voorkomen als er beschutte micro-leefgebieden beschikbaar zijn. N. ramosa heeft zeer vergelijkbare habitatvoorkeuren als N. antennina.